# Tony Rice

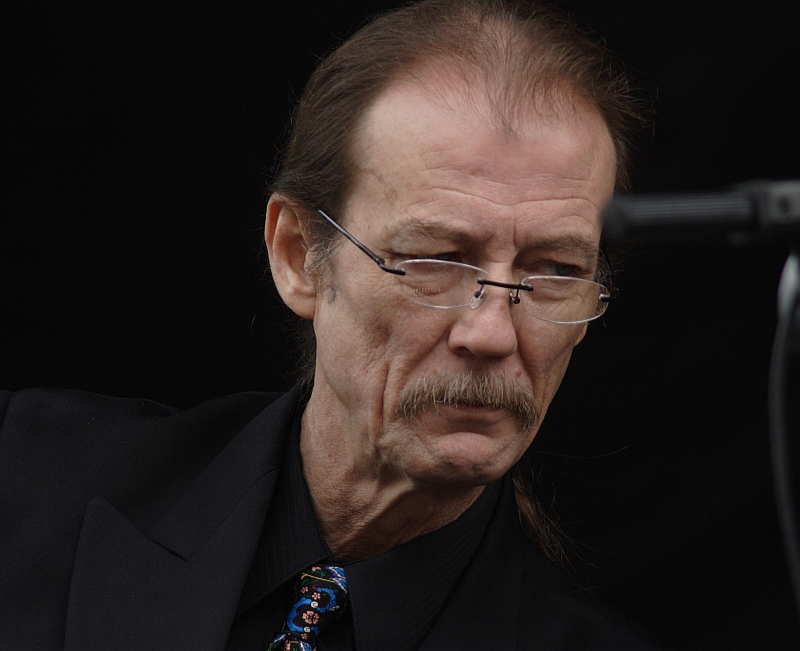
Tony Rice in 2008

David Anthony (Tony) Rice (Danville (Virginia), 8 juni 1951 - Reidsville (North Carolina), 25 december 2020) was een Amerikaanse bluegrass-gitarist.

## Biografie
De in Californië opgegroeide Tony Rice werd muzikaal gevormd door zijn vader Herb Rice, die lid was van de bluegrassband The Golden State Boys. Samen met zijn oudere broer Larry leerde Tony gitaar spelen en voegde hij zich bij de band van zijn vader. Zijn eerste voorbeeld buiten de eigen familie was de bluegrass-legende Clarence White.
In 1970 verhuisde hij naar Kentucky, waar hij zich aansloot bij The Bluegrass Alliance, die eind jaren 1960 was ontstaan en spoedig tot de leidende bluegrassbands behoorde. Hier leerde hij van de gerenommeerde gitarist Dan Crary, die behoorde tot de oprichters van The Bluegrass Alliance. Een jaar later stapte hij over naar de band van J.D. Crowe, die als wegbereider gold van een progressieve bluegrass. Zijn broer Larry speelde hier mandoline. Hoogtepunt in dit jaar was de opname van het commercieel succesvolle album J. D. Crowe & the New South, waarbij ook Ricky Skaggs meewerkte. Rice blonk niet alleen uit als gitarist, maar bewees zich door zijn opvallende stem ook als zanger.
In 1975 keerde hij terug naar de westkust en hij voegde zich bij het in San Francisco gevestigde David Grisman Quintet, dat een puur instrumentale mengeling speelde uit jazz en bluegrass. In deze jaren maakte hij de grootste muzikale vorderingen. Bandlid John Carlini werd de nieuwe leider.
Eind jaren 1970 verliet Rice het kwintet en begon een reeks eigen albums te maken, deels ondersteund door zijn begeleidingsband The Tony Rice Unit. In 1980 formeerde hij samen met J.D. Crowe, Bobby Hicks, Doyle Lawson en Todd Phillips de superband Bluegrass Album Band, die elkaar met grotere tussenpozen ontmoetten om gezamenlijk te musiceren. Tot 1996 werden in totaal zes albums geproduceerd, die van Bluegrass Album, Vol. 1 tot Bluegrass Album, Vol. 6 werden doorgenummerd.
Tijdens deze jaren werkte hij samen met veel grootheden uit het circuit, onder wie Béla Fleck en Ricky Skaggs. Met Peter Rowan en de veteranen Chris Hillman en Herb Pedersen werden meerdere succesvolle albums geproduceerd. Ook met zijn broers Larry, Wyatt en Ronnie bracht hij albums uit als The Rice Brothers. Naar aanleiding van stemproblemen concentreerde hij zich steeds meer op het gitaarspel.

## Overlijden
Tony Rice overleed op 25 december 2020 op 69-jarige leeftijd.

## Discografie
Albums
- 1977: Tony Rice
- 1979: Acoustics
- 1979: Manzanita
- 1979: Hot Dawg (met David Grisman)
- 1980: Mar West (als Tony Rice Unit)
- 1980: Skaggs & Rice (met Ricky Skaggs)
- 1981: Bluegrass Album (als Bluegrass Album Band)
- 1981: Still Inside (als Tony Rice Unit)
- 1982: Backwaters (als Tony Rice Unit)
- 1982: Bluegrass Album, Vol. 2 (als Bluegrass Album Band)
- 1983: Bluegrass Album, Vol. 3 (als Bluegrass Album Band)
- 1983: Church Street Blues
- 1984: Bluegrass Album, Vol. 4 (als Bluegrass Album Band)
- 1984: Cold on the Shoulder
- 1986: Me & My Guitar
- 1987: Devlin (als Tony Rice Unit)
- 1987: Blake & Rice
- 1987: Norman Blake and Tony Rice 2 (met Norman Blake)
- 1988: Native American
- 1989: Bluegrass Album, Vol. 5 (als Bluegrass Album Band)
- 1992: The Rice Brothers (als The Rice Brothers)
- 1993: Plays and Sings Bluegrass
- 1994: Tone Poems (met David Grisman)
- 1994: Crossings
- 1994: The Rice Brothers 2 (als The Rice Brothers)
- 1995: River Suite for Two Guitars (met John Carlini)
- 1996: Sings Gordon Lightfoot
- 1996: Bluegrass Album, Vol. 6 (als Bluegrass Album Band)
- 1997: Out Of The Woodwork (als Rice, Rice, Hillman & Pedersen)
- 1999: Rice, Rice, Hillman & Pedersen (als Rice, Rice, Hillman & Pedersen)
- 2000: Unit of Measure (als Tony Rice Unit)
- 2000: The Pizza Tapes (met David Grisman & Jerry Garcia)
- 2001: Runnin' Wild (als Rice, Rice, Hillman & Pedersen)
- 2003: The Bluegrass Guitar Collection
- 2004: You Were There For Me (met Peter Rowan)
- 2007: Quartet (met Peter Rowan)
- 2008: Night Flyer: The Singer Songwriter Collection

## Over Tony Rice
- Tim Stafford, Caroline Wright,  Still Inside: The Tony Rice Story, Word of Mouth Press, Kingsport, Tennessee, 2010. ISBN 978-057805113-0